# Gattamelata

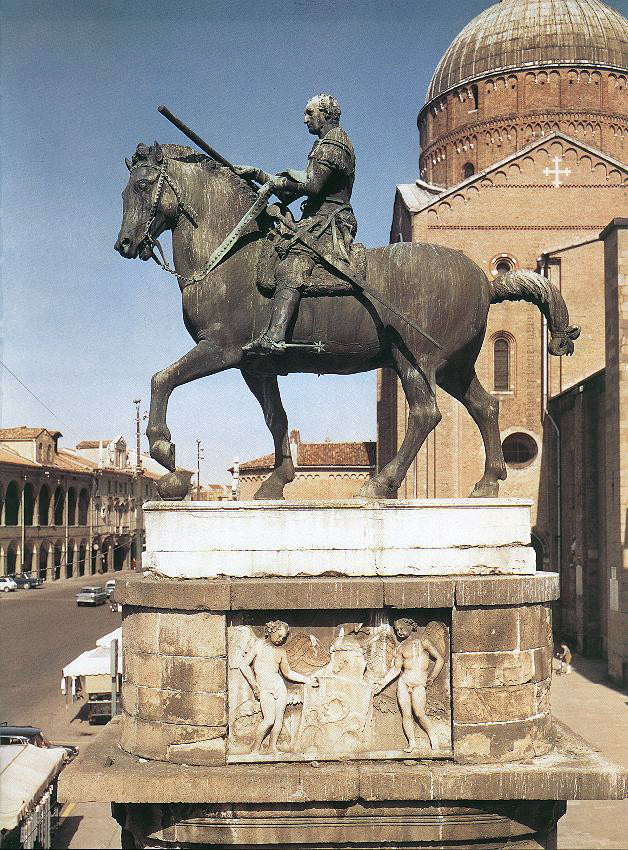
Reiterdenkmal des Gattamelata in Padua (Donatello, 1445–1453)

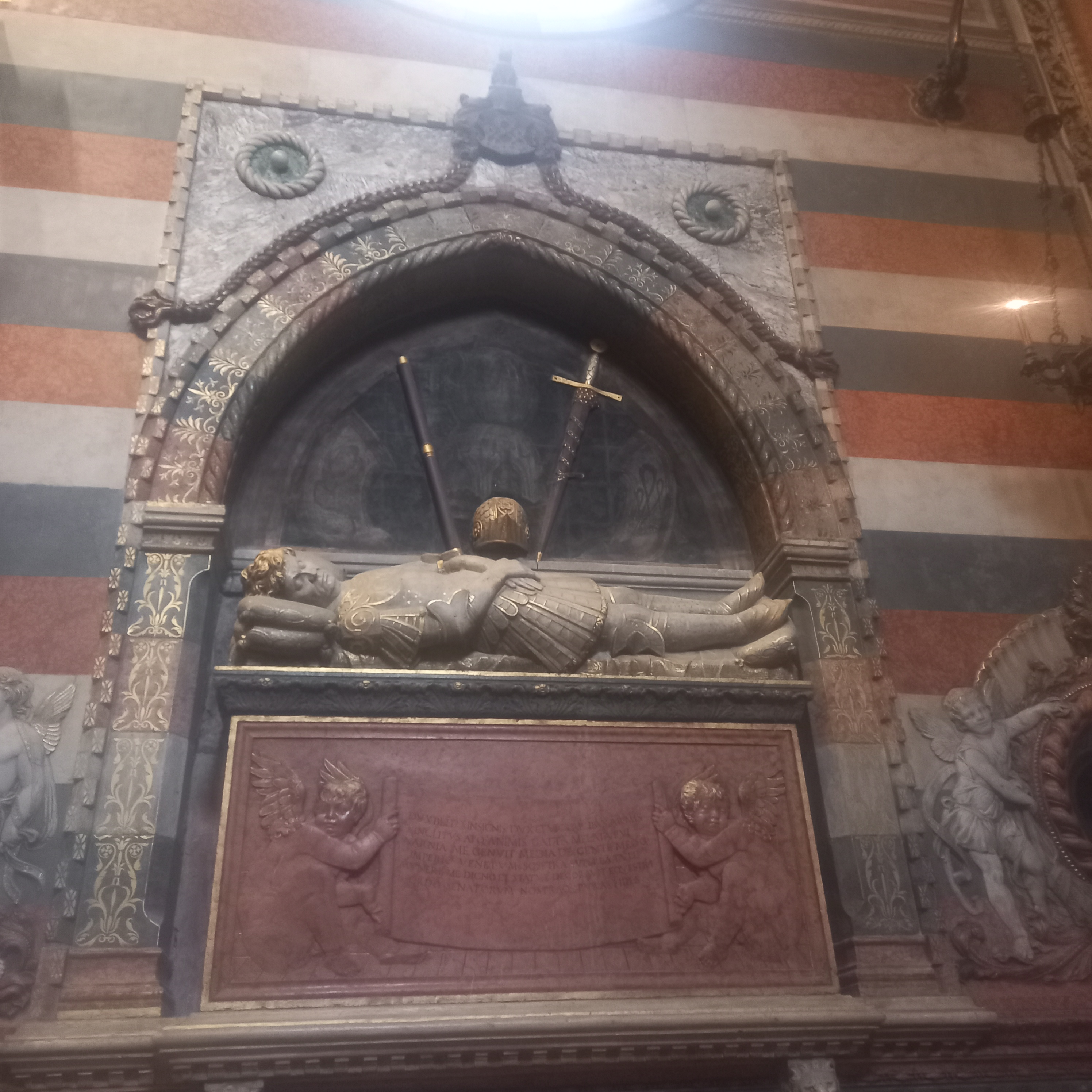
Das Grab von Gattamelata in der Basilika Sant’Antonio

Erasmo da Narni, genannt Gattamelata oder Gattamelà (* 1370 in Narni; † 16. Januar 1443 in Padua) war ein italienischer Condottiere, der als Metzgersjunge in seinem Geburtsort Narni begann. Der Spitzname „Gattamelata“ (gefleckte Katze) spielt auf die angebliche Verschlagenheit des gefürchteten venezianischen Söldnerführers an.
Gattamelata begann seine Söldnerkarriere bei Braccio da Montone, diente dem Papst und der Stadt Florenz gleichermaßen, unterstützte Venedig 1434 in den Schlachten gegen die Visconti aus Mailand und wurde 1437 in Padua Diktator. Donatello verewigte ihn in Padua durch eine Bronzeplastik, das erste im Monumentalformat gegossene Reiterstandbild seit der Antike.
Gattamelatas Sohn Giovanni Antonio da Narni († 1455) betätigte sich ebenfalls als Condottiere. Es ist in der kunsthistorischen Forschung umstritten, ob eine Bronzebüste im Museo Nazionale del Bargello von Donatello stammen könnte und möglicherweise Giovanni Antonio darstellt.